# Clé 2: Yellow Wood
Clè 2: Yellow Wood — первый специальный альбом и пятый мини-альбом южнокорейского бойбенда Stray Kids. Был выпущен в цифровом и физическом виде 19 июня 2019 года лейблом JYP Entertainment при поддержке Iriver. Альбом состоит из трех новых песен, включая сингл «Side Effects (부작용)», наряду со всеми четырьмя песнями «Mixtape», доступными ранее только на физических CD-релизах их предыдущих четырёх альбомов. Это последний релиз с участием Уджина.

## Трек-лист
| №                   | Название                           | Текст песни         | Музыка                                      | Arrangement            | Длительность |
| ------------------- | ---------------------------------- | ------------------- | ------------------------------------------- | ---------------------- | ------------ |
| 1.                  | «밟힌 적 없는 길» (Road Not Taken) | 3racha              | Matthew Tishler Andrew Underberg Crash Cove | Tishler Crash Cove     | 1:36         |
| 2.                  | «부작용» (Side Effects)            | 3racha              | 3racha TAK 1Take                            | TAK 1Take              | 3:14         |
| 3.                  | «별생각» (TMT)                     | 3racha              | 3racha TIME GRVVITY                         | TIME GRVVITY           | 3:27         |
| 4.                  | «Mixtape #1»                       | Stray Kids          | 3racha                                      | Min Lee 'collapsedone' | 4:13         |
| 5.                  | «Mixtape #2»                       | Stray Kids          | Stray Kids                                  | Bang Chan              | 4:52         |
| 6.                  | «Mixtape #3»                       | Stray Kids          | Stray Kids                                  | Bang Chan Doplamingo   | 4:18         |
| 7.                  | «Mixtape #4»                       | Stray Kids          | Stray Kids                                  | Bang Chan 베르사회     | 3:51         |
| Общая длительность: | Общая длительность:                | Общая длительность: | Общая длительность:                         | Общая длительность:    | 25:31        |

## Чарты
| Чарты (2019)         | Высшая позиции |
| -------------------- | -------------- |
| Япония (Oricon)      | 17             |
| Южная Корея (Gaon)   | 2              |
| Польша (ZPAV)        | 12             |
| Испания (PROMUSICAE) | 93             |